# Dara Horn

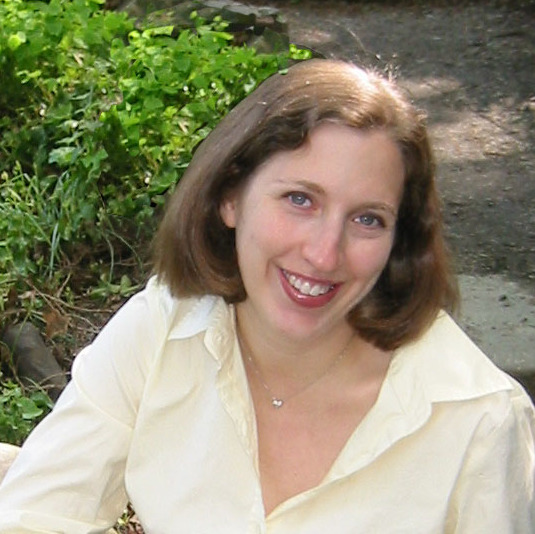
Dara Horn (2005)

Dara Horn (* 1977 in New Jersey) ist eine US-amerikanische Schriftstellerin und Professorin für jüdische Literatur. Sie unterrichtet jüdische Literatur und israelische Geschichte in Harvard und am Sarah Lawrence College.

## Leben
Horn wurde 1977 in New Jersey geboren und wuchs in Short Hills mit drei Geschwistern auf. Sie besuchte die Millburn High School. 1999 erhielt sie ihren Bachelor in Komparatistik mit Summa cum laude und 2006 ihren Ph.D. in Hebräisch und Jiddisch, beide von der Harvard University. Sie schloss ihren Master in Hebräischer Literatur an der Cambridge University ab.
Horn lebt in New Jersey.

## Werke
- In the Image, New York 2002, ISBN 0-393-05106-4

deutsch (Übersetzung Miriam Mandelkow) Ausgelöscht sei der Tag, Zürich 2002, ISBN 978-3-312-00304-4
- The World to Come, New York 2006, ISBN 0-393-05107-2

deutsch (Übersetzung Christiane Buchner und Miriam Mandelkow) Die kommende Welt, Berlin 2006, ISBN 978-3-8270-0629-5
- All other nights, New York 2009, ISBN 978-0-393-06492-6

deutsch (Übersetzung Christiane Buchner und Martina Tichy) Vor allen Nächten, Berlin 2009, ISBN 978-3-8270-0870-1
- A Guide for the Perplexed, New York 2013, ISBN 978-0-393-06489-6
- Eternal Life, New York 2018, ISBN 978-0-393-60853-3
- People Love Dead Jews: Reports from a Haunted Present. W. W. Norton, New York 2021, ISBN 978-0-393-53156-5.

## Auszeichnungen
- 2007: Best Young American Novelists
- 2007: Harold U. Ribalow Prize
- Reform Judaism Prize for Jewish Fiction